# Trimeria rachiphora
Trimeria rachiphora är en stekelart som först beskrevs av Schlett. 1891.  Trimeria rachiphora ingår i släktet Trimeria och familjen Masaridae. Inga underarter finns listade i Catalogue of Life.